# Гойфельден
Гойфельден (нем. Gäufelden) — община в Германии, в земле Баден-Вюртемберг.
Подчиняется административному округу Штутгарт. Входит в состав района Бёблинген. Население составляет 9312 человек (на 31 декабря 2010 года). Занимает площадь 20,07 км².
Коммуна подразделяется на 3 сельских округа.

## Фотографии

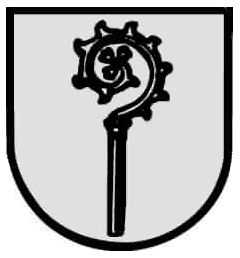